# Шожма (станция)
Шо́жма — железнодорожная станция в Шалакушском сельском поселении Няндомского района Архангельской области.

## Станция железной дороги
Станция Северной железной дороги на линии Коноша — Архангельск. Расстояние от Москвы: 823 км.

## История
Посёлок Шожма возник при станции Шожма в конце XIX века при строительстве железной дороги из Вологды в Архангельск. Название — по протекающей рядом реке Шожма.
В 18 км от станции Шожма находилась одноименная деревня. В настоящее время в деревне осталась одна жилая изба. Труднопроезжая дорога до деревни существует от Няндомы.

## Дальнее сообщение
По состоянию на декабрь 2018 года через станцию курсируют следующие поезда дальнего следования:
| № поезда      | Маршрут движения      | № поезда      | Маршрут движения      |
| ------------- | --------------------- | ------------- | --------------------- |
| 115 "Поморье" | Северодвинск — Москва | 116 "Поморье" | Москва — Северодвинск |
| 117 "Поморье" | Архангельск — Москва  | 118 "Поморье" | Москва — Архангельск  |
| 143           | Мурманск — Вологда    | 144           | Вологда — Мурманск    |
| 371           | Архангельск — Котлас  | 372           | Котлас — Архангельск  |